# Praia de Ponta Figo
Praia de Ponta Figo (« plage de Ponta Figo ») est un village de Sao Tomé-et-Principe situé sur la côte ouest de l'île de São Tomé, dans le district de Lembá, à proximité de Ponta Figo. C'est une ancienne roça qui était une dépendance de celle de Ponta Figo.

## Population
Lors du recensement de 2012, 247 habitants y ont été dénombrés.

## Tourisme

Plage de sable noir.
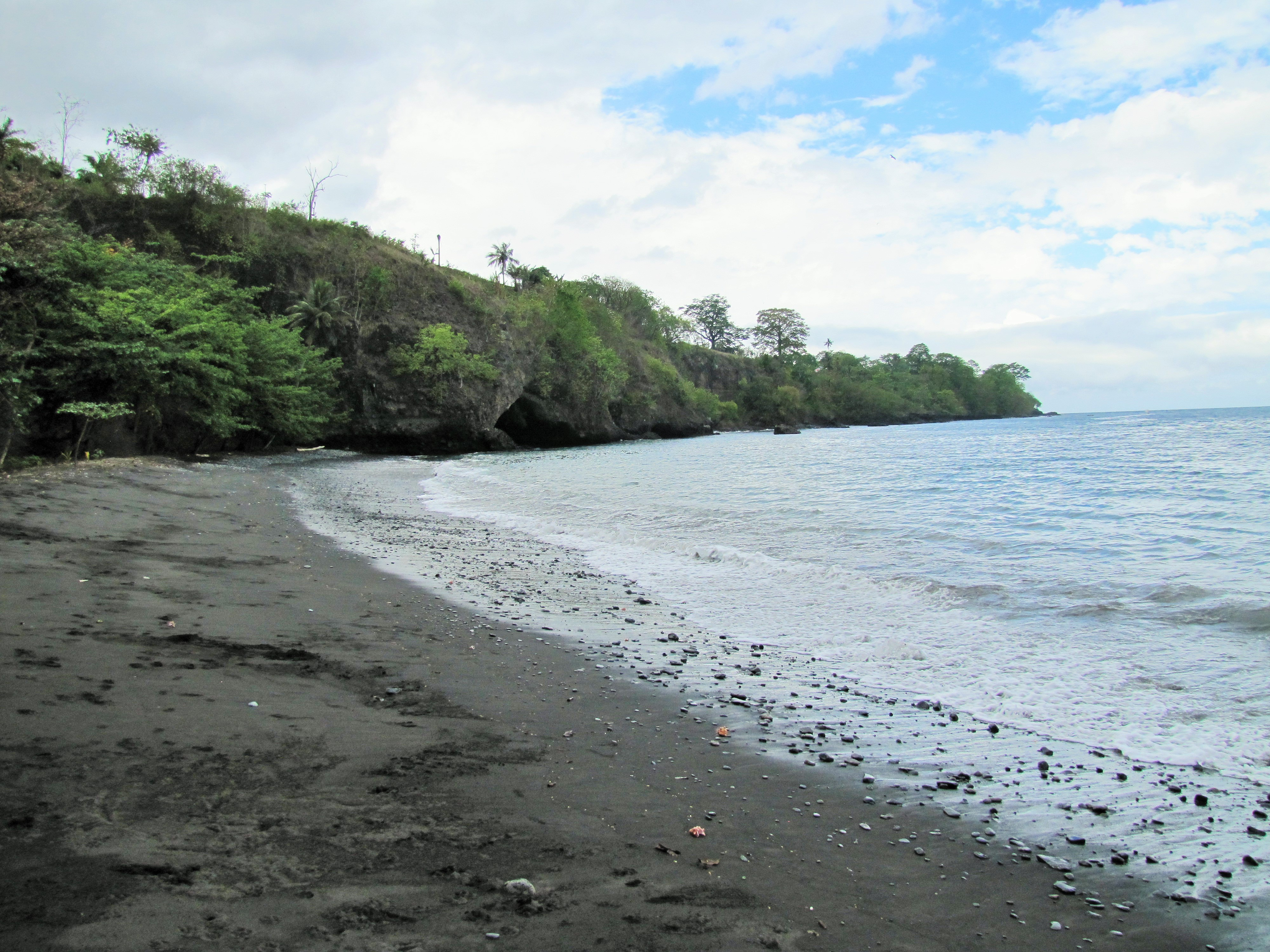
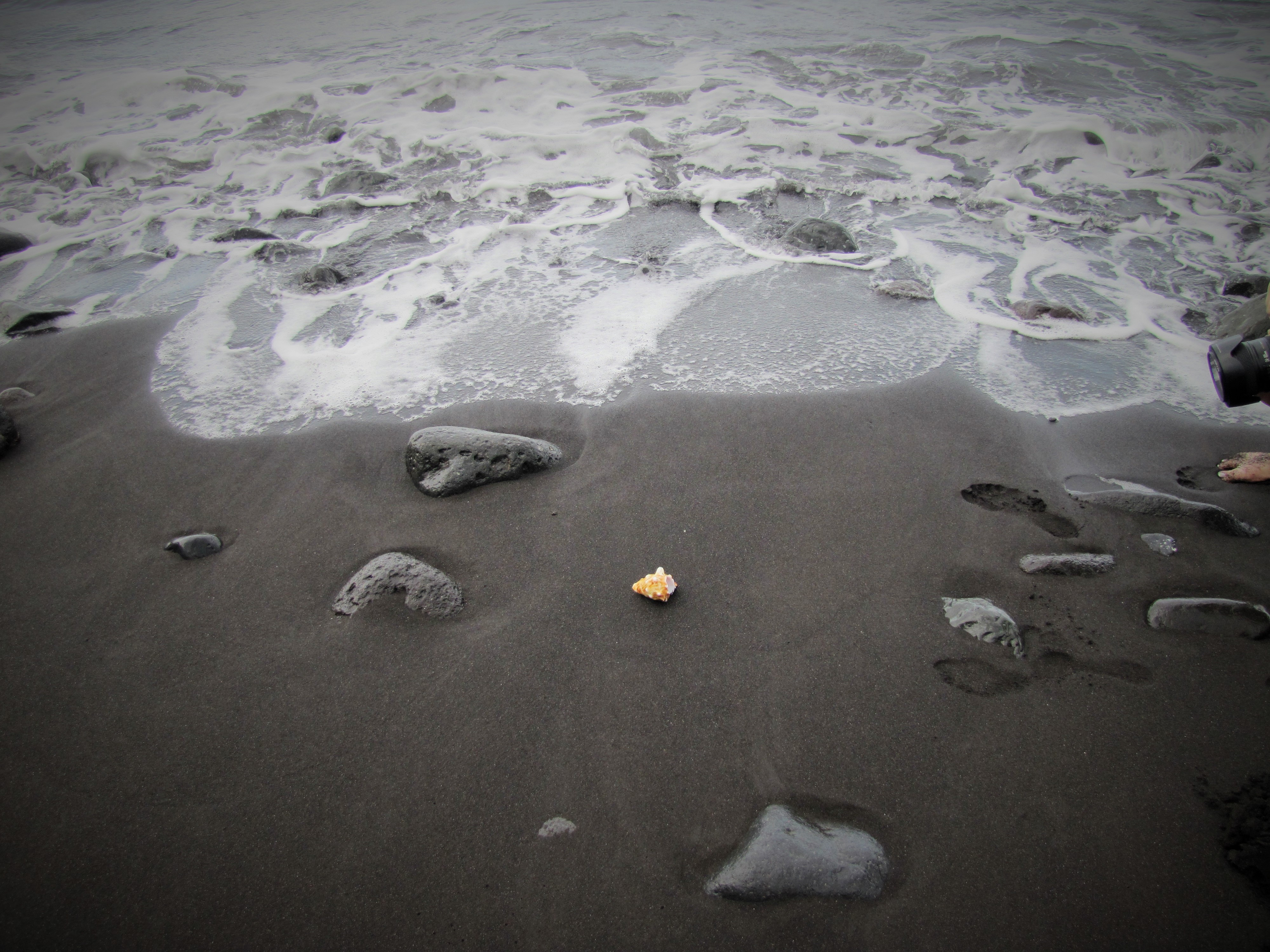
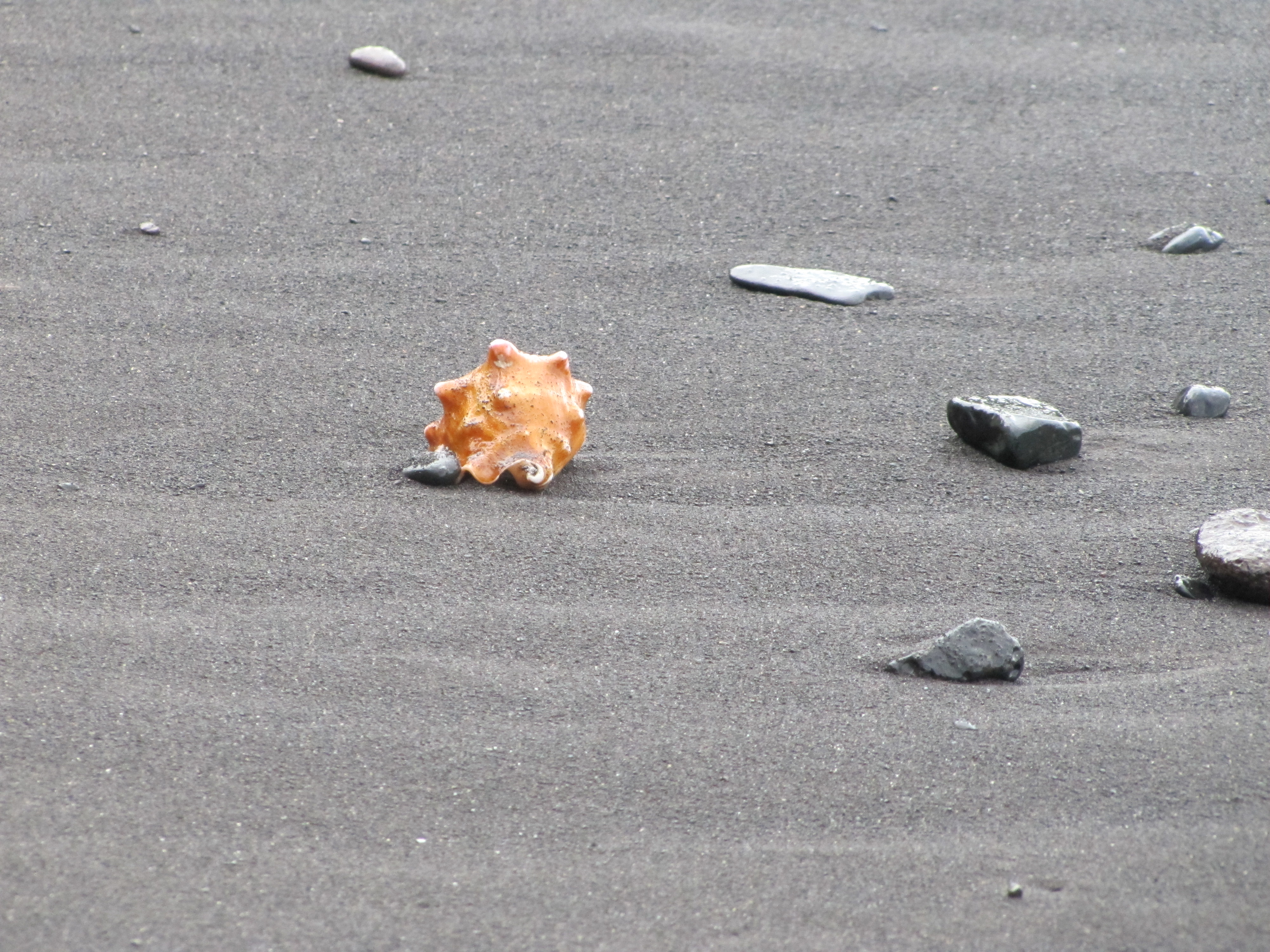